# Nieuport-Delage NiD 30
Nieuport-Delage NiD 30 là một loại máy bay chở khách của Pháp được đưa vào sử dụng năm 1920.

## Biến thể
- NiD 30T1
- NiD 30T2

## Quốc gia sử dụng
Pháp
- Compagnie Générale Transaérienne

## Tính năng kỹ chiến thuật (NiD 30T1)
Dữ liệu lấy từ aviafrance.com
Đặc điểm tổng quát
- Kíp lái: 1
- Sức chứa: 4 hành khách
- Chiều dài: 10.80 m (35 ft 2 in)
- Sải cánh: 13.20 m (43 ft 3 in)
- Chiều cao: 4.00 m (13 ft 2 in)
- Diện tích cánh: 65.0 m2 (699 ft2)
- Trọng lượng rỗng: 1.800 kg (3.960 lb)
- Trọng lượng có tải: 2.580 kg (5.680 lb)
- Powerplant: 1 × Sunbeam Matabele, 260 kW (350 hp)

Hiệu suất bay
- Vận tốc cực đại: 172 km/h (108 mph)
- Tầm bay: 420 km (260 dặm)
- Trần bay: 4.000 m (13.000 ft)